# الموردة (أم درمان)
حي الموردة حي من أحياء السودان التاريخية العريقة، يقع بولاية الخرطوم في مدينة أم درمان القديمة.

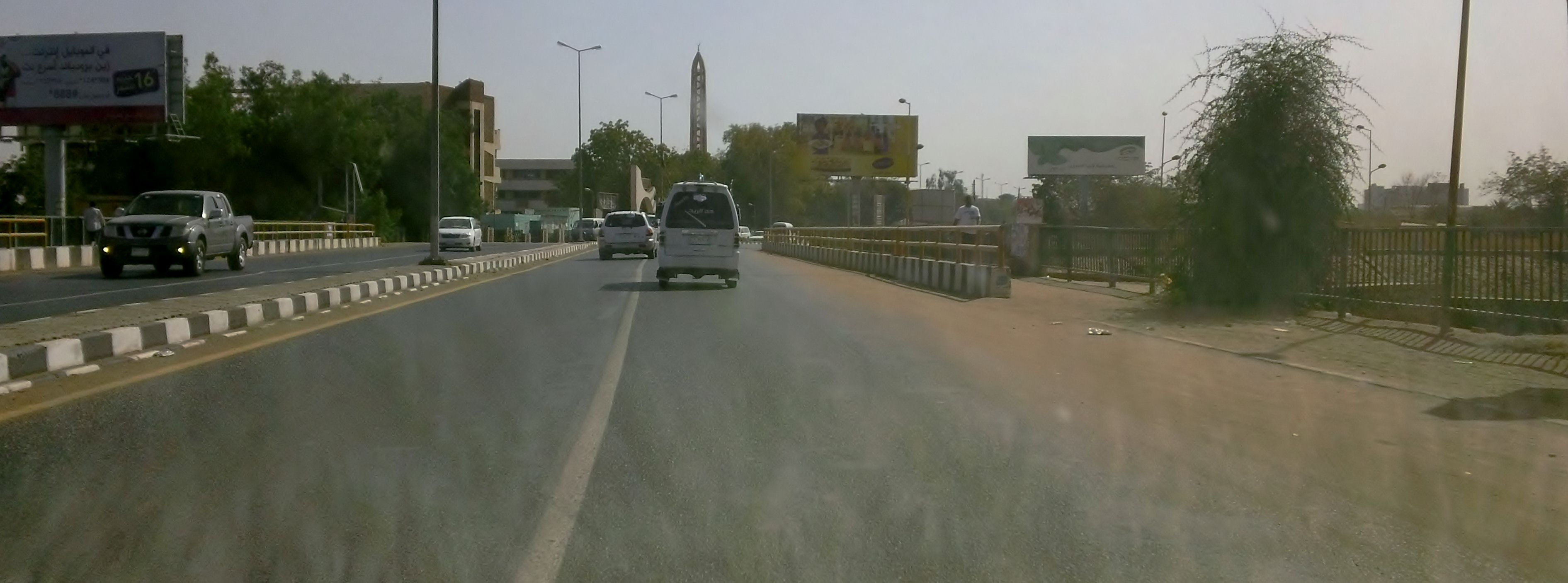
كبري أبو الريش

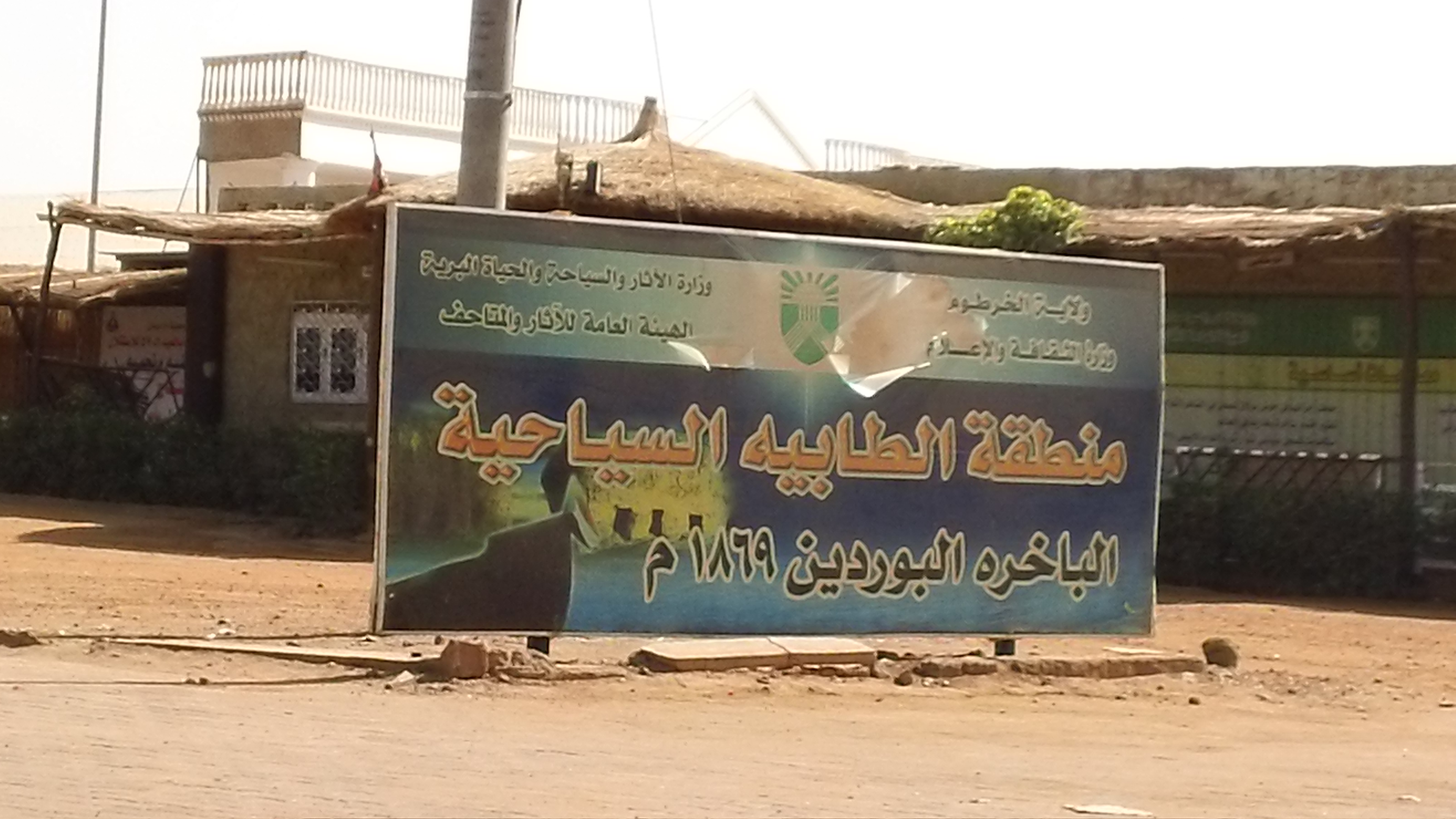
منطقة الطابية السياحية

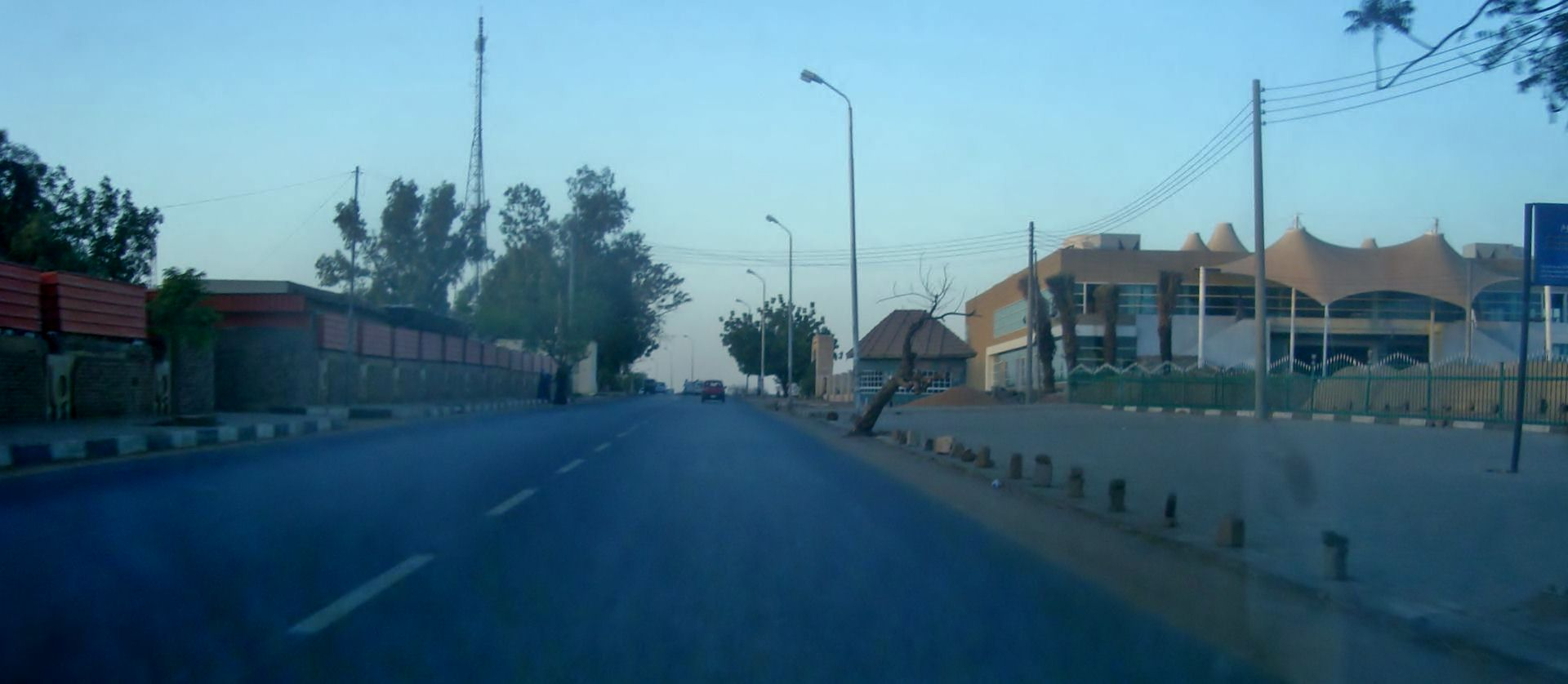
مطعم الحوش

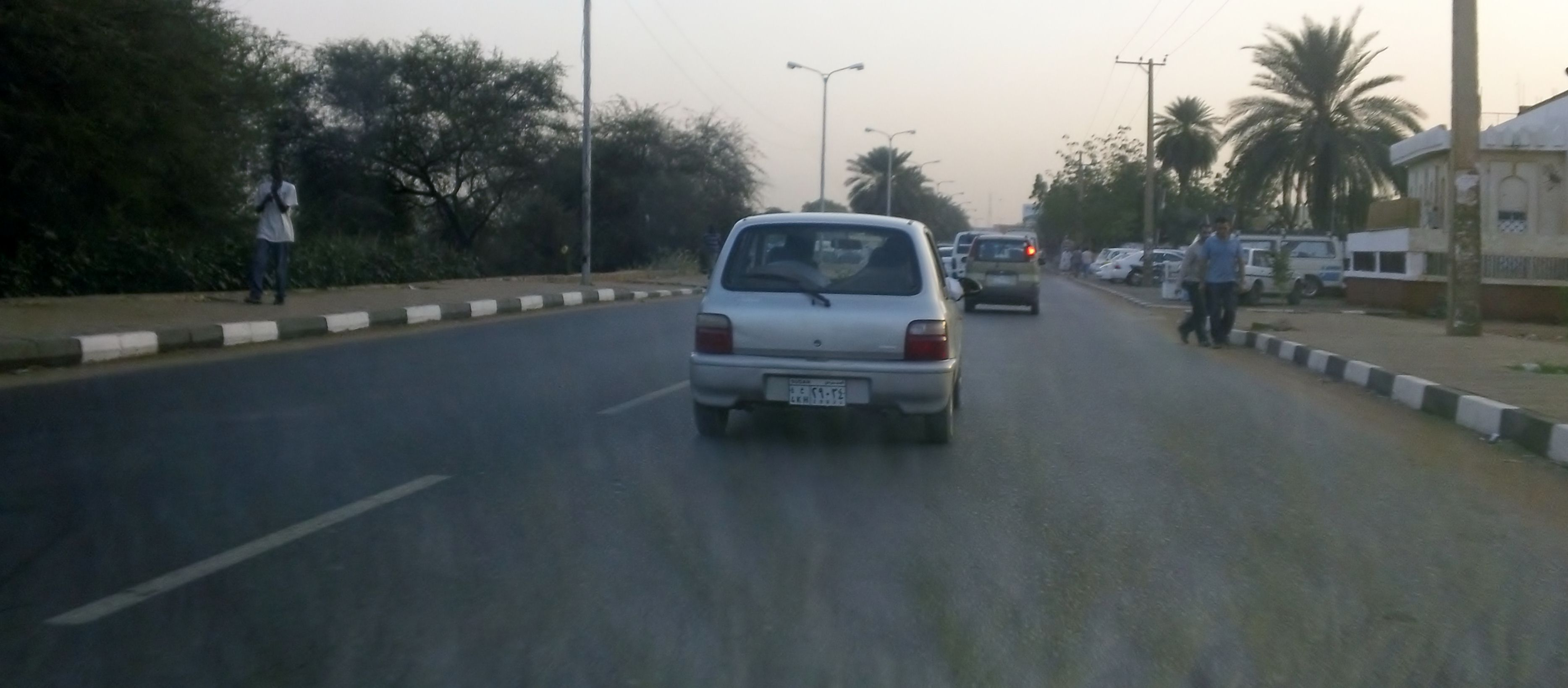
دار الفنانين

## تاريخ الحي
- الموردة من أحياء مدينة أم درمان وهو حي عريق وقديم وربما يكون قد نشأ قبلها.
- نجد أن الإمام محمد أحمد المهدي اتخذ من قرية أم درمان الصغيرة مقرا لحكومة المهدية في ذلك الوقت وبدأ في بناء هذه المدينة.
- كانت المراكب الشراعية تحمل الأخشاب والحطب والمواد الغذائية من الشمال والشرق والجنوب لترد أم درمان عند شاطئ النيل شمال بيت المهدي والخليفة، ولذلك أطلق على هذا المرسى المورد
- ويعد حي الموردة من أعرق أحياء مدينة أم درمان العاصمة الوطنية للسودان وهو حي يطل على النيل.
- كان في السابق يشكل هذا المرسى ( المورد ) معبرا وموردا للمواد والبضائع التي تصل عن طريق النيل لأم درمان.
- الآن تحول هذا المرسى والمورد إلى متنزه جميل. وأصبح الشاطئ سوق شعبي ترد من خلاله الأسماك لأم درمان وقد اشتهر في البقعة كلها بهذا النشاط، واتخذ الحي اسمه من هذا المرسى.[2]

## الموقع
- يمر شارع الموردة بهذا الحي العريق ويشطره إلى نصفين الموردة شرق وغرب
- حي الموردة الغربي والذي يحده خور أبو عنجة من الجهة الجنوبية ومن الناحية الشرقية حديقة ولس سميت باسم المستر ولس أحد المديرين الإنجليز. تحول الاسم إلي حديقة الجندول بعد الاستقلال والآن ضمت جامعة القران الكريم. ومن الشمال الشرقي الهشماب وحي العباسية شرق من ناحيه الغرب.
- حي الموردة الشرقي فيعرف بفريق ريد يحده شرقاً شارع النيل أم درمان وغرباً شارع الموردة [3]

## الحياة الاجتماعية
- وتمتاز الموردة بروح الأسرة الواحدة والممتدة والتي ظلت بيوتها تعج بما يعرف ب( النفاجات ) التي تشير إلى الترابط والامتداد العائلي وظاهرة الأسر الممتدة في مناحي البيوتات، حيث تربط بين جميع أهلها روابط اجتماعية وصلات قوية تميز جميع أهلها.
- بل أن الموردة مقرونة بالوطنية وكل ما فيها من فكر وثقافة ورياضة وريادة.
- ارتبط حي الموردة بالحركة الوطنية في السودان وكان معظم الضباط في فترة النضال الوطني ينتمون لهذا الحي العريق وهناك عدد مقدر من أبناء الموردة قادوا الحركة الوطنية والفكرية والثقافية منذ عهد مبكر.

## أهم معالم الحي
- في حي الموردة الغربي يقع مسجد السادة الأدارسة حيث ضريح الشيخ الحسن الإدريسي وتقام الذكري السنوية للسيد الحسن الإدريسي وهي حولية ينتظرها سكان الموردة لإقامة السهرات والنوبات والذكر وبيع الحلويات وبالنسبة لهم أكبر من أيام المولد في أم درمان

## سوق الموردة
من أقدم أسواق أم درمان وهو سوق داخلي معروف، يرجع تاريخه إلى ما قبل الحكم الثنائي الإنجليزي المصري وكان وما زال يخدم أحياء الموردة والعباسية وحي الضباط لأنه أقرب من سوق أم درمان الكبير ويمكن الوصول إليه على الأقدام، بينما لا يمكن الوصول إلى السوق الكبير دون ركوب الترآم ( الترمآى أو الطرمآج كما درج على تسميته الجمهور )، وسبب آخر وهو أن متطلباتهم اليومية لا تتعدى اللحم والخضار وبعض السلع البسيطة والرخيصة في آن واحد، وكان الجزء الرئيسي من السوق يحتوي على سوق الخضروآت وهو بنآء مستطيل مسقوف يمتد من الشمال إلى الجنوب ومفتوح من الجانبين وكل بائع يشغل قسما «مربعا» وليس هناك حاجز أو حائط بين الدكاكين، وكانت الخضروات ترد طازجة من مزارع توتي المقابلة لسوق الموردة بالشاطئ الشرقي من النيل وتشمل الخضروات الملوخية والبامية والقرع والبامبي والباذنجان والبطاطس والرجلة والطماطم والجرجير والفجل والليمون.
وبعض المهن التجارية كانت هنالك:
- معاصر الزيوت التقلدية معاصر زيوت بلدية تديرها الإبل أو الجمال منها عصارة التوم محمد خير وعصارة أم الريش.
- المقاهي وكذلك يوجد عدد من المقاهي منها قهوة محمد خير التوم محمد خير التي كان يجتمع فيها سكان الموردة ويتداولون فيه حال فريقهم
- سوق السمك : يُعد سوق الموردة العتيق الذي ما زال يحتفظ بشكله التقليدي مكاناً يتجمع فيه أبناء الموردة يمارسون فيه مهنتهم الأصلية في صيد وبيع السمك. ويعد السوق من أشهر أسواق السمك، ليس في أم درمان فحسب، بل يأتي إليه عدد كبير من مختلف أنحاء السودان، إذ أن الموردة اسم ارتبط بالسمك وما ذكرت الموردة إلا وكان لقب (القراقير)، لذا أصبح سوق الموردة يشهد إقبالا من عدد من الزبائن من كافة أنحاء الخرطوم، ومن مختلف الولايات، وبات محط أنظار السياح الذين يقدمون عليه من أقطار متعددة، وقد أجريت على السوق عدد من التعديلات وتم تحويله إلى مقره الحالي، أدخلت فيه المباني، حيث أصبحت لبعض الصيادين (دكاكين) خاصة بهم، وأدخلت الثلاجات، والنظافة، والتأهيل الكامل لإرضاء ذوق المواطنين (الزبائن).

## نادي الموردة
- من الأندية السودانية الثلاثة التي تشكل القمة الكروية وأنه المنافس التاريخي والضلع الثالث إلى جانب الهلال والمريخ.
- ظل دوما رقما مهما في المعادلة الرياضية في السودان وقد ظل دوما قنطرة عالية يتحدد عبرها ملمح الدوري السوداني.
- يعتبر نادي الموردة من أقدم الأندية السودانية نشأة وتكويناً وهذه الحقيقة تظل مكانة الموردة التاريخية ثابتة حيث ظلت في الصدارة ردحا طويلا.
- نادي الموردة الرياضي نادي عريق تأسس في العام 1927م وقد سجل بصورة رسمية في ذات العام وهو بهذه الصفة يكون شيخ الأندية السودانية.
- أول نادي رياضي تأسس في مدينة أم درمان.
- أسسه بعض الضباط وشعاره يشابه شعار الكلية الحربية السودانية مما يؤكد ماذكر من قبل.
- ظل نادي الموردة رمزا مرتبطا بالحي أكثر منه ناديا لعموم أهل السودان. ولعل هذا الترابط الوثيق بين الموردة كنادي رياضي واجتماعي وثقافي هو السبب في أن نادي الموردة ظل ناديا محدود الرقعة الجغرافية حيث ارتبط بالموردة كحي وكرقعة جغرافية محدودة.
- فريق الموردة كسائر الأندية في السودان له لقب متميز هو ( القراقير ) والذي يتخذ من (الهلب) البحري شعارا ورمزاً مميزا له.
- كما هو معلوم فإن معظم لاعبي نادي الموردة في الماضي كانوا من أبناء الحي دون دخول أي عنصر من خارجه. إلا أن النادي وبسبب الظروف وواقع الحال والحوجة فقد أصبح جزء من لاعبيه من خارجه.
- يعتبر نادي الموردة هو أساس في تكوين الهلال والمريخ، وذلك بهزيمته لفريق ( عباس )الذي انشطر بعدها لناديين هما ( الهلال والمريخ ).
- تعتبر الموردة أول من فاز بالبطولة الأولى لدوري السودان في عام 1952م مناصفة مع أهلي مدني وكان من أبرز نجومه في تلك الفترة: (الكابتن حامد الجزولي مطرب| الصافي أحمد عبد الله مطرب| عبد الوهاب سلمان).
- قد حققت الموردة عبر تاريخها نتائج باهرة على الفرق الأجنبية التي زارت السودان خاصة فريق الريدستار «Red Star» التشيكي الذي فازت الموردة عليه بثلاثة أهداف مقابل هدفين في وقت كان فيه هذا الفريق من أشهر الفرق العالمية.
- بل أن الموردة قبل ذلك سافرت إلى مصر وهناك التقت بفريق الملك فاروق وانتصرت عليه بستة أهداف مما حدا بالملك فاروق بأن يأمر بتغيير اسم ناديه إلى نادي الزمالك.[5]

## فريق ريد
- يقع هذا الحي شرق شارع الموردة وشمال حديقة الموردة الحالية

### أصل التسمية
ويقال أن ريد (Red) كان من المفتشين الإنجليز وأطلق هذا الاسم على هذا الحي.
- البعض يعتقد أن الاسم جاء من الريد والمحبة.
- يمتد شمالاً من دار الرياضة أم درمان، وحتى حديقة الريفيرا شرقاً التي كان اسمها حديقة برمبل على اسم مفتش أم درمان الإنجليزي «برمبل»
- قبالة فريق ريد من الناحية الغربية يوجد قصر قديم يقال أنه يوما كان (دار فوز) حيث يجتمع قادة اللواء الأبيض ويغني الخليل أغانيه الخالدة.

## أهم الشخصيات بحي الموردة
محمد عبد الله الجمل الإسكافي بسوق الموردة .

## الآثار التاريخية بالموردة
- بوابة عبد القيوم: ومن الآثار والمعالم المميزة لأم درمان (بوابة عبد القيوم) والتي تقع بمحاذاة النيل وتقف بالضبط في منتصف الشارع الذي يفصل حي الموردة شرق عن الملازمين من الناحية الجنوبية. حيث ظل هناك اعتقاد سائد عن البعض أن عبد القيوم الذي سميت عليه البوابة هو من أحد قواد

وأمراء المهدية وسميت البوابة عليه تخليداً لذكراه، ولكن في الحقيقة وحسب الروايات المعروفة في حى الموردة توضح أن «عبد القيوم» الذي سميت عليه البوابة كان خفيراً للبوابة، في الوقت الذي كانت فيه أمدرمان إبان فترة المهدية عبارة عن سور كبير عليه البوابة ضلعها الشرقي ممتد حتى الطابية الحالية بالقرب من النيل وضلعها الغربي ممتد إلى مسافة طويلة، وأنه إذا حضر أحد لزيارة أو مقابلة الخليفة فلا بد أن يمر عبر بوابة أم درمان والتي يحرسها الخفير عبد القيوم والذي نالت اسمه فيما بعد.
- الطابية

تجمع الطابية في السودان على طوابي، وهي عبارة عن استحكامات عسكرية دفاعية وهجومية. وهي في الأصل بناء عسكري في شكل خندق عميق ساتر مبني من الطوب والطين والحجارة بها فتحات تبعد كل فتحة عن الأخرى 92سم تقريباً، تسمي المزاقل، وعليها عدة أبراج للمدفعية. وقد بنيت ثلاثة طوابي حول طوابي أم درمان لزيادة الضغط عليها. إلا أن الطابية التي اشتهرت في الإعلام السياحي هي طوابي الموردة

## معرض صور

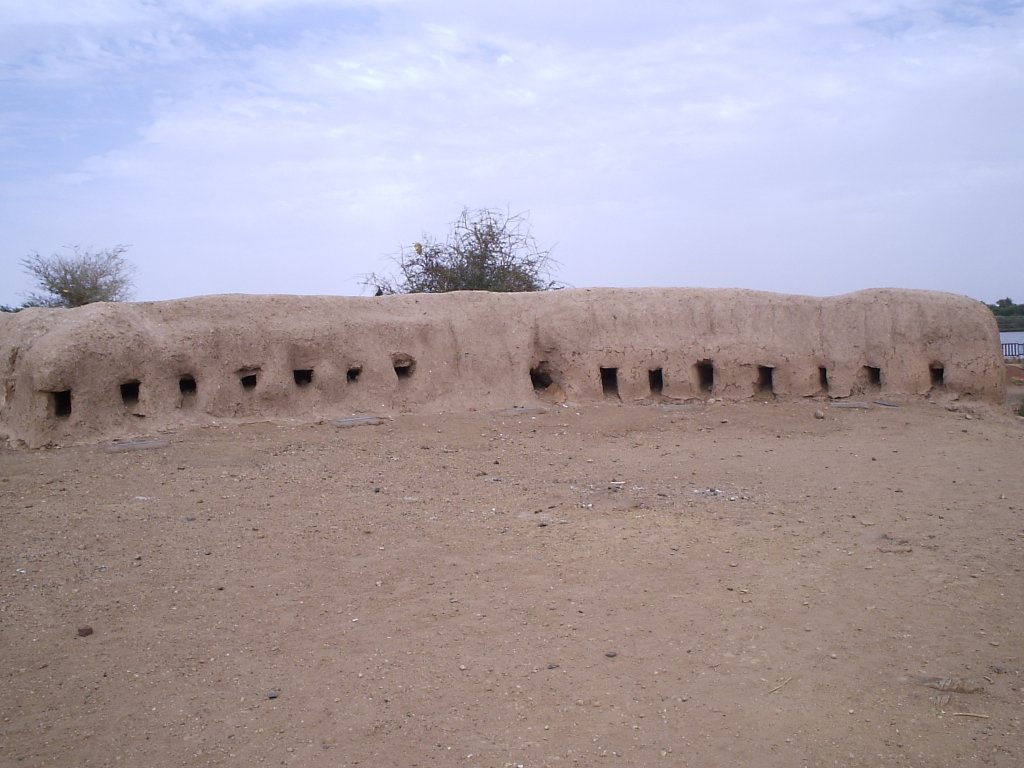
جانب من حصن الطابية الأرضي
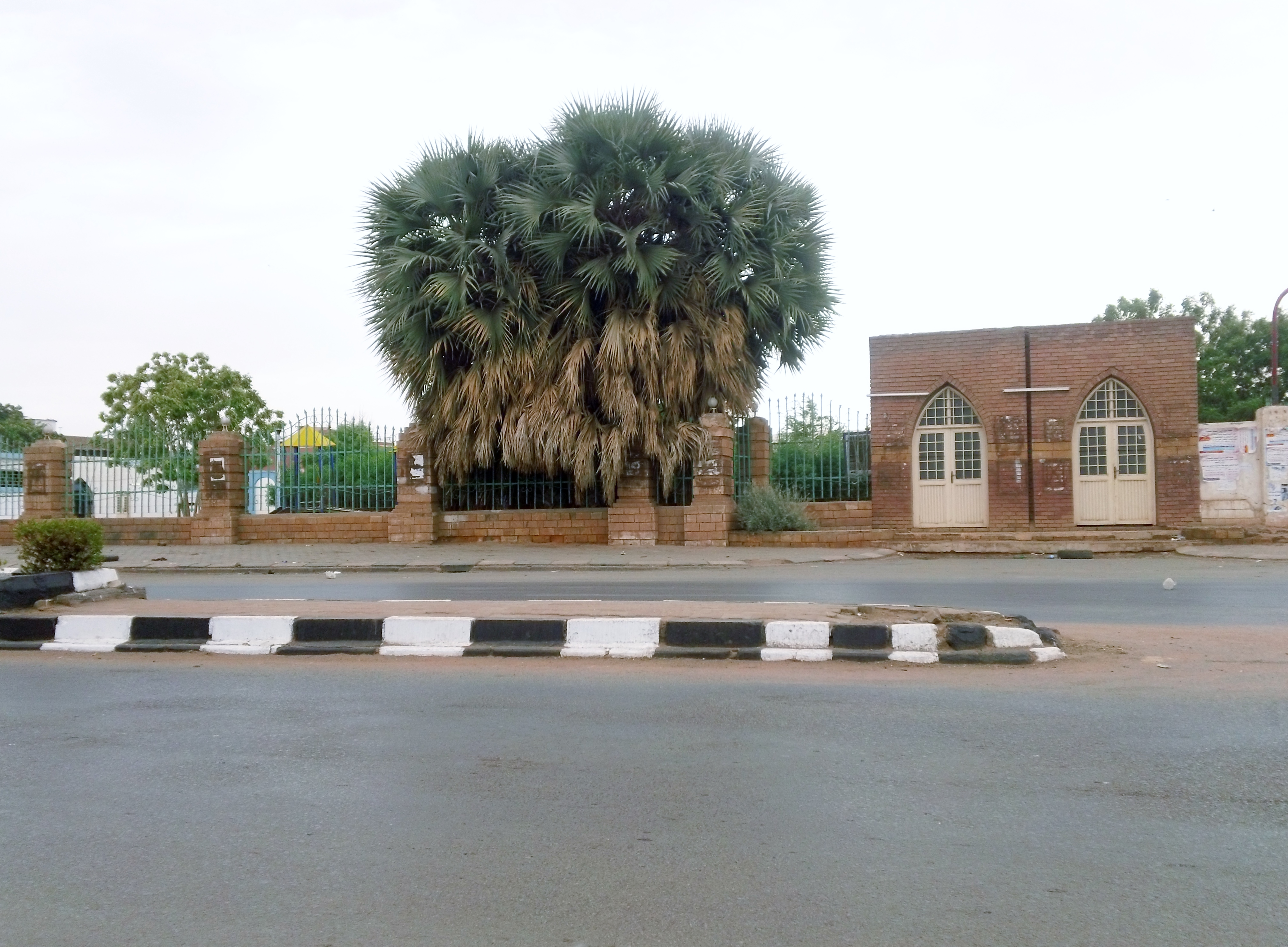
حديقة الموردة
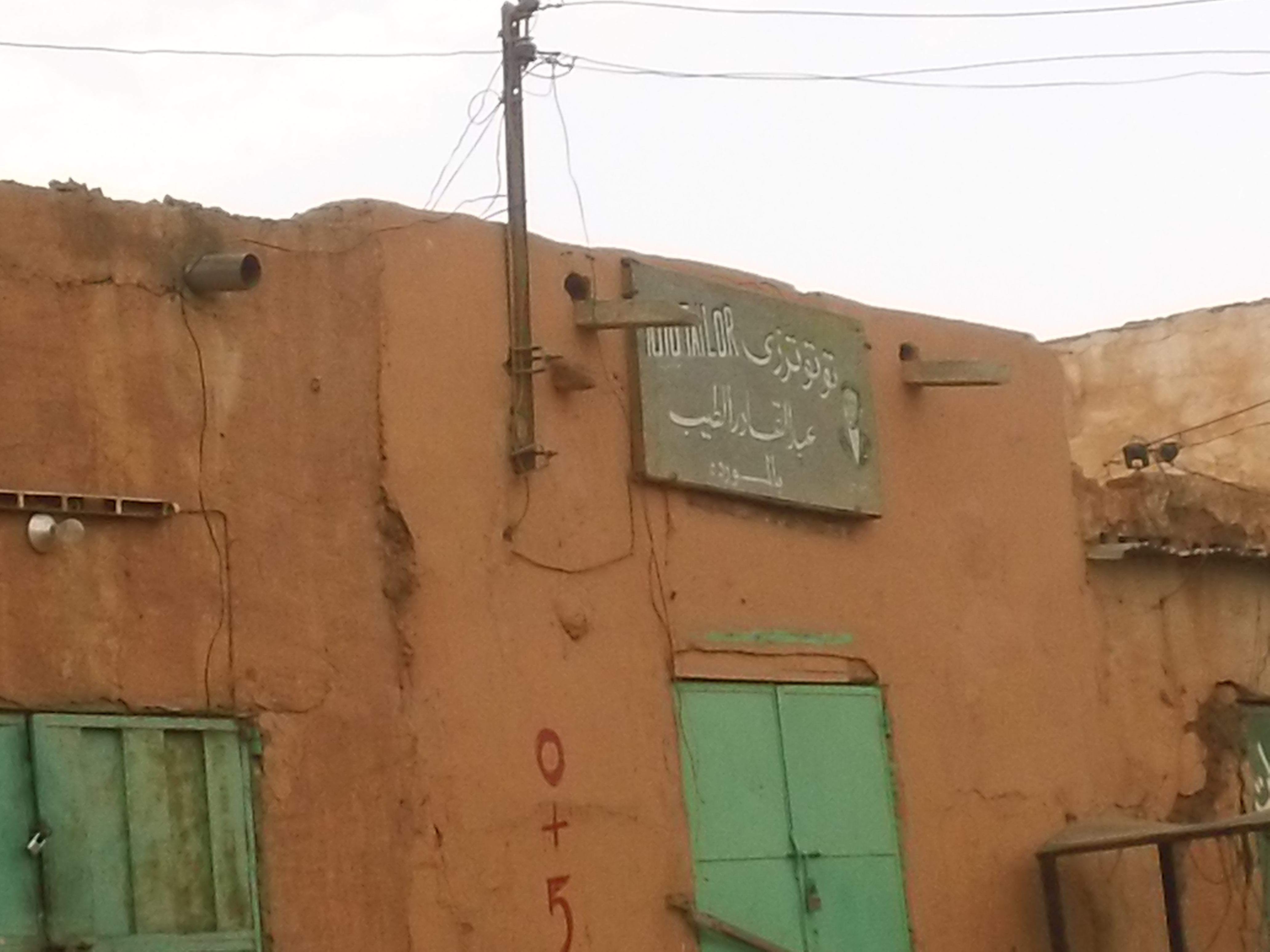
جزء من سوق الموردة
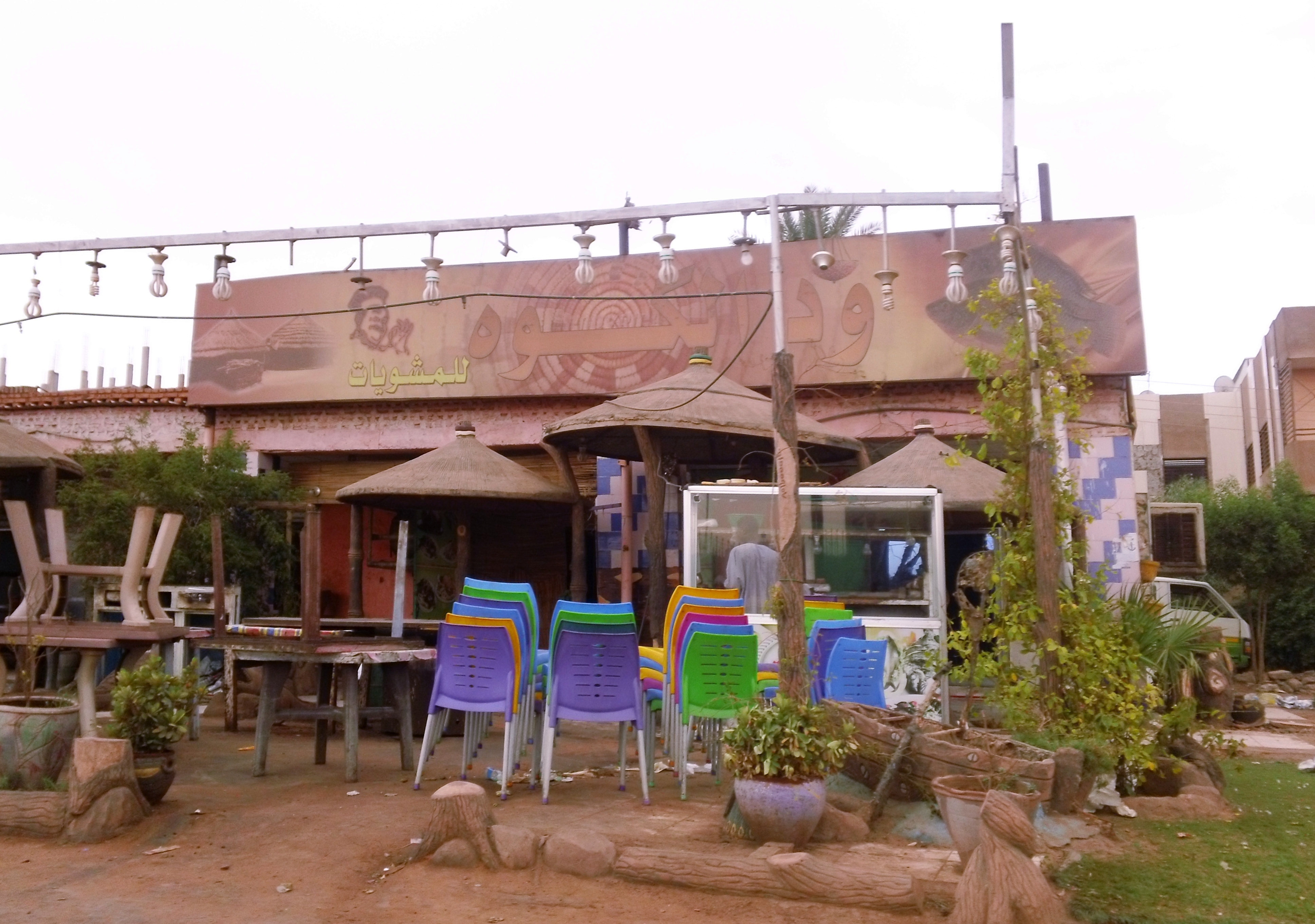
الشوايات بالموردة
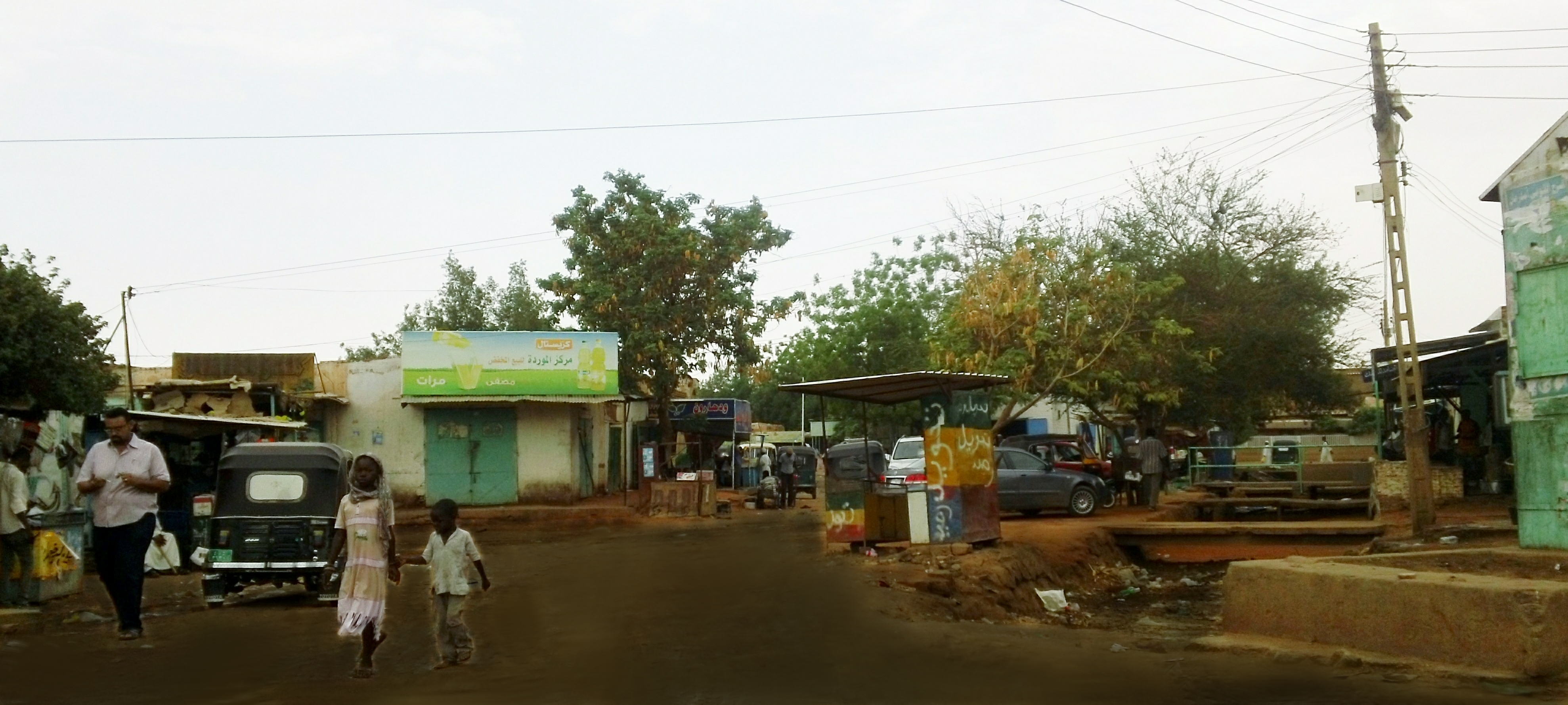
سوق الموردة